# Orimarga (Orimarga) sanctaeritae
Orimarga (Orimarga) sanctaeritae is een tweevleugelige uit de familie steltmuggen (Limoniidae). De soort komt voor in het Nearctisch gebied.